# Norðragøta
Norðragøta [ˈnoːɹaˌgøːta] est une ville des Îles Féroé située sur l'île de Eysturoy.
Norðragøta est aussi dénommé Gøta. La municipalité de Gøta (Gøtu kommuna) fut une commune jusqu'au 1er janvier 2009, elle est fusionnée avec Líf dans la commune d'Eystur. Gøta comprend également les villages Gøtueiði, Gøtugjógv et Gøta. Le village est situé sur la côte est de Eysturoy au bas de l'entrée Gøtuvík. Il y a un musée appelé Gøtu Fornminnisavn avec la célèbre maison Blásastova. L'église en bois dans le centre du village est de 1833.
Gøta est un lieu clé dans l'histoire des Îles Féroé, puisque Tróndur Gøtuskegg alias Tróndur í Gøtu (littéralement Tróndur de Gøta) qui était un chef viking, dirigea l'archipel depuis Gøta avant la christianisation de celui-ci au Moyen Âge.

## Démographie
| Année | Population |
| ----- | ---------- |
| 1986  | 459        |
| 1991  | 489        |
| 1996  | 455        |
| 2001  | 520        |
| 2006  | 565        |
| 2011  | 609        |